# 拉沙瓦讷
拉沙瓦讷（法語：La Chavanne，法語發音：[la ʃavan]）是法国萨瓦省的一个市镇，属于尚贝里区。

## 地理
拉沙瓦讷（45°29'42"N, 6°4'30"E）面积3.06 平方千米，位于法国奥弗涅-罗讷-阿尔卑斯大区萨瓦省，该省份为法国东部省份，历史上为薩伏依的一部分，北起上萨瓦省，西接伊泽尔省和安省，南部和东部与上阿尔卑斯省和意大利接壤。
与拉沙瓦讷接壤的市镇（或旧市镇、城区）包括：蒙梅利扬、普拉奈斯、滨湖圣埃莱娜。

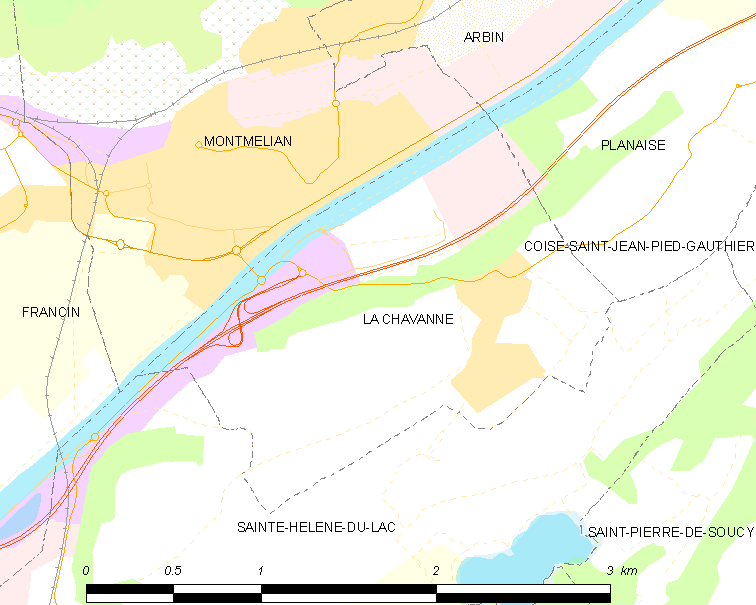
拉沙瓦讷的OSM定位图

拉沙瓦讷的时区为UTC+01:00、UTC+02:00（夏令时）。

## 行政
拉沙瓦讷的邮政编码为73800，INSEE市镇编码为73082。

## 政治
拉沙瓦讷所属的省级选区为蒙梅利扬县。

## 人口

1962-2008年间拉沙瓦讷人口变化图示

拉沙瓦讷于2022年1月1日时的人口数量为725人。